# كيم هاريسون
كيم هاريسون (بالإنجليزية: Kim Harrison)‏ (1966، ميدويست في الولايات المتحدة)؛ كاتِبة مُتخصِّصة في أدب الأطفال وروائية أمريكية.